# Seebensee
Le lac de Seebensee est un lac de haute montagne se trouvant dans le Wetterstein, dans le Tyrol, en Autriche, à 1 657 mètres d'altitude.

## Situation
Le lac est situé à l'est du Vorderer Tajakopf, au sud du Vorderen Drachenkopf et à l'ouest de la Ehrwalder Sonnenspitze.
Le lac s'écoule par les Seebenbachfall (« chutes de Seebenbach ») dans le Geißbach puis dans la Loisach.

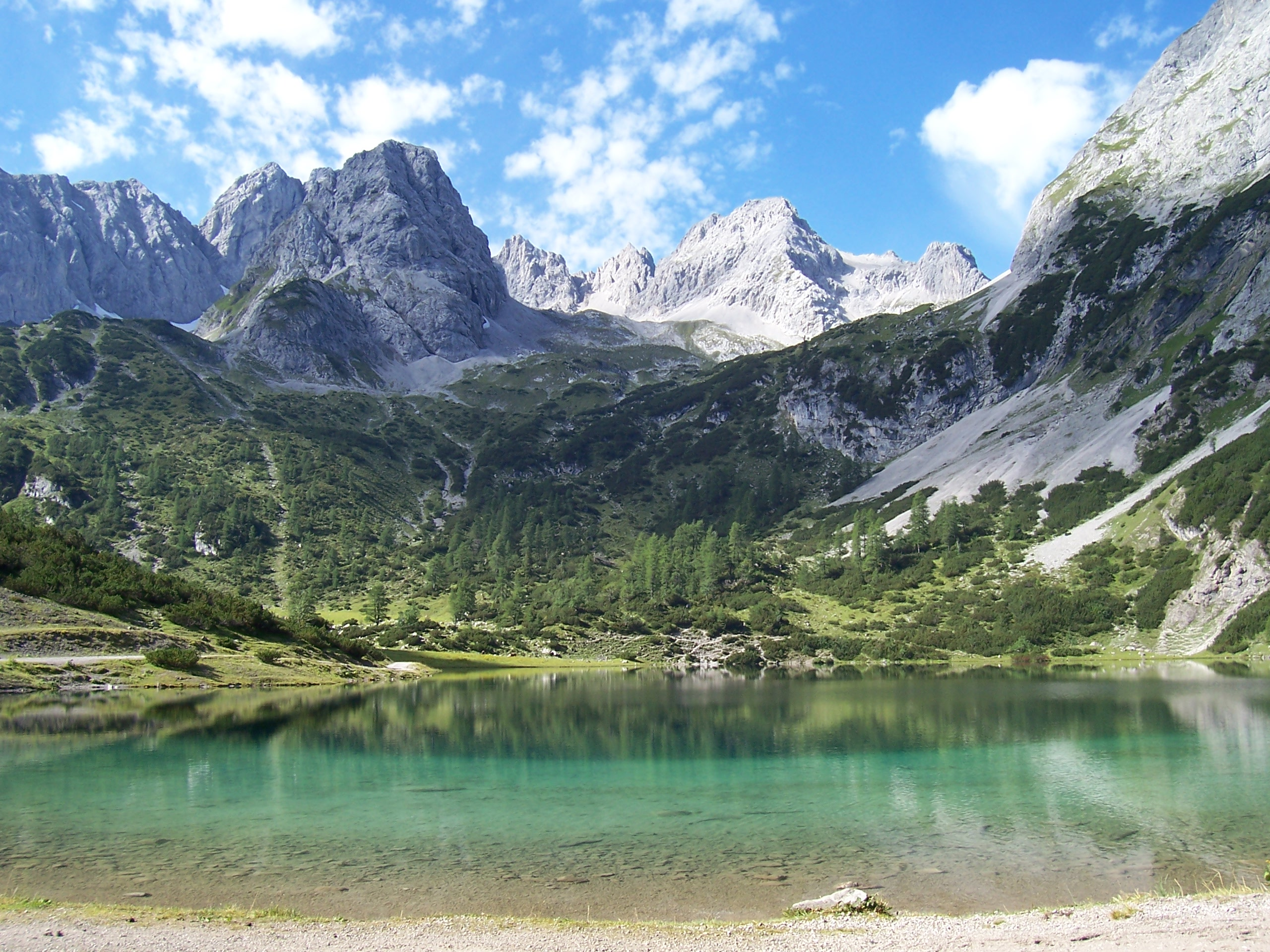
Le lac de Seebensee devant le Vorderer Drachenkopf.
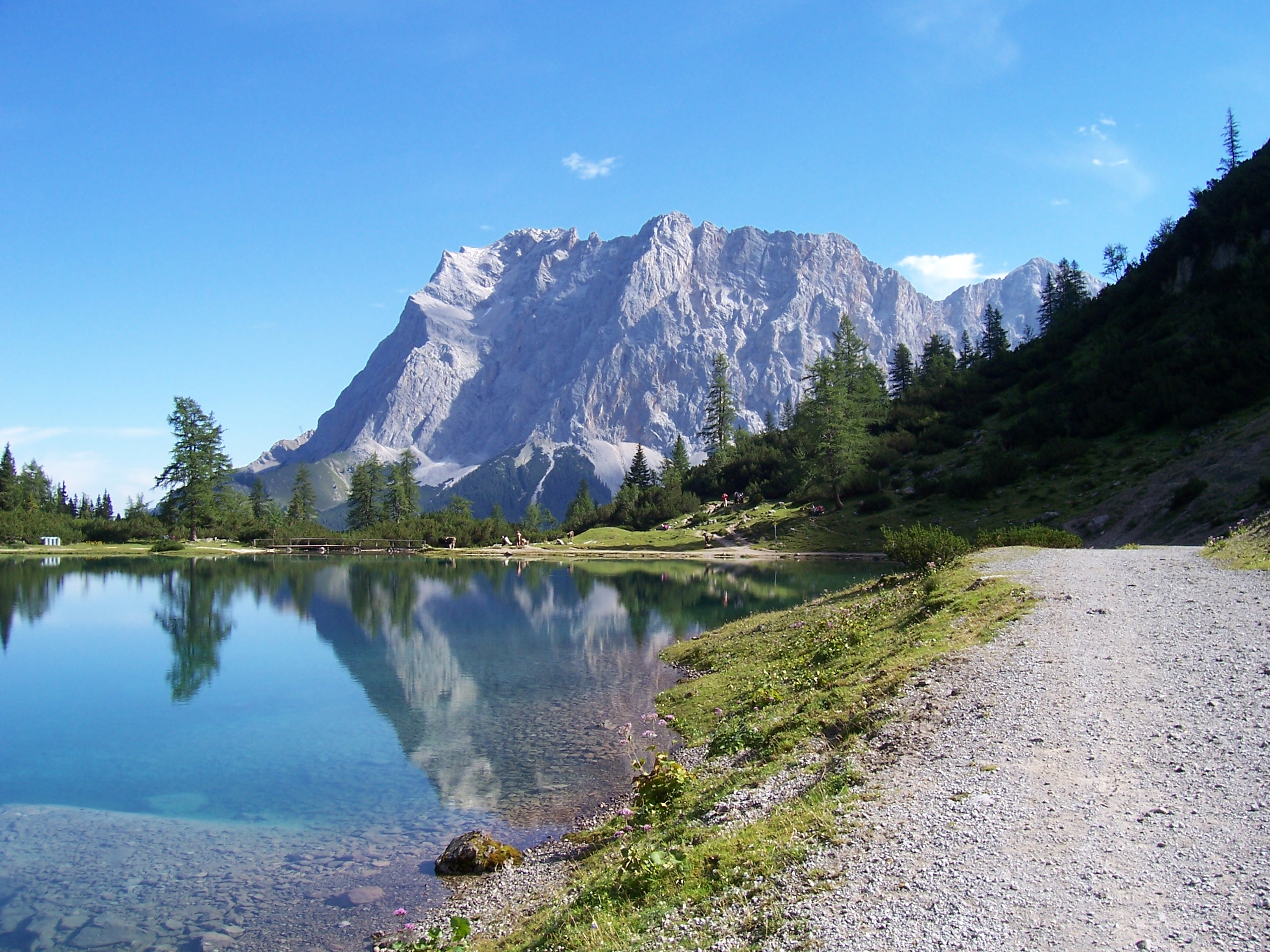
Le lac de Seebensee et le Wetterstein.
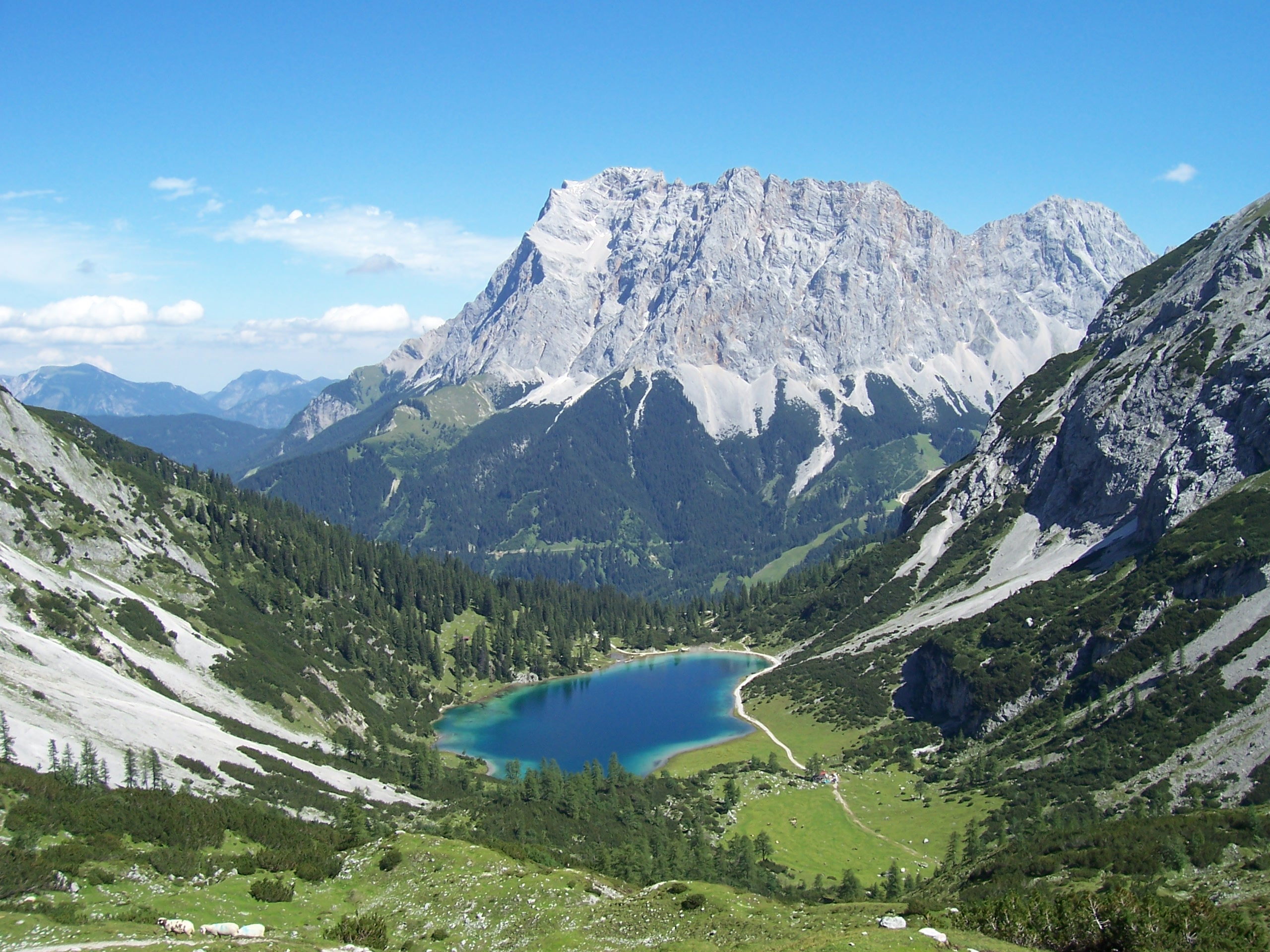
Le lac de Seebensee devant le Wetterstein.
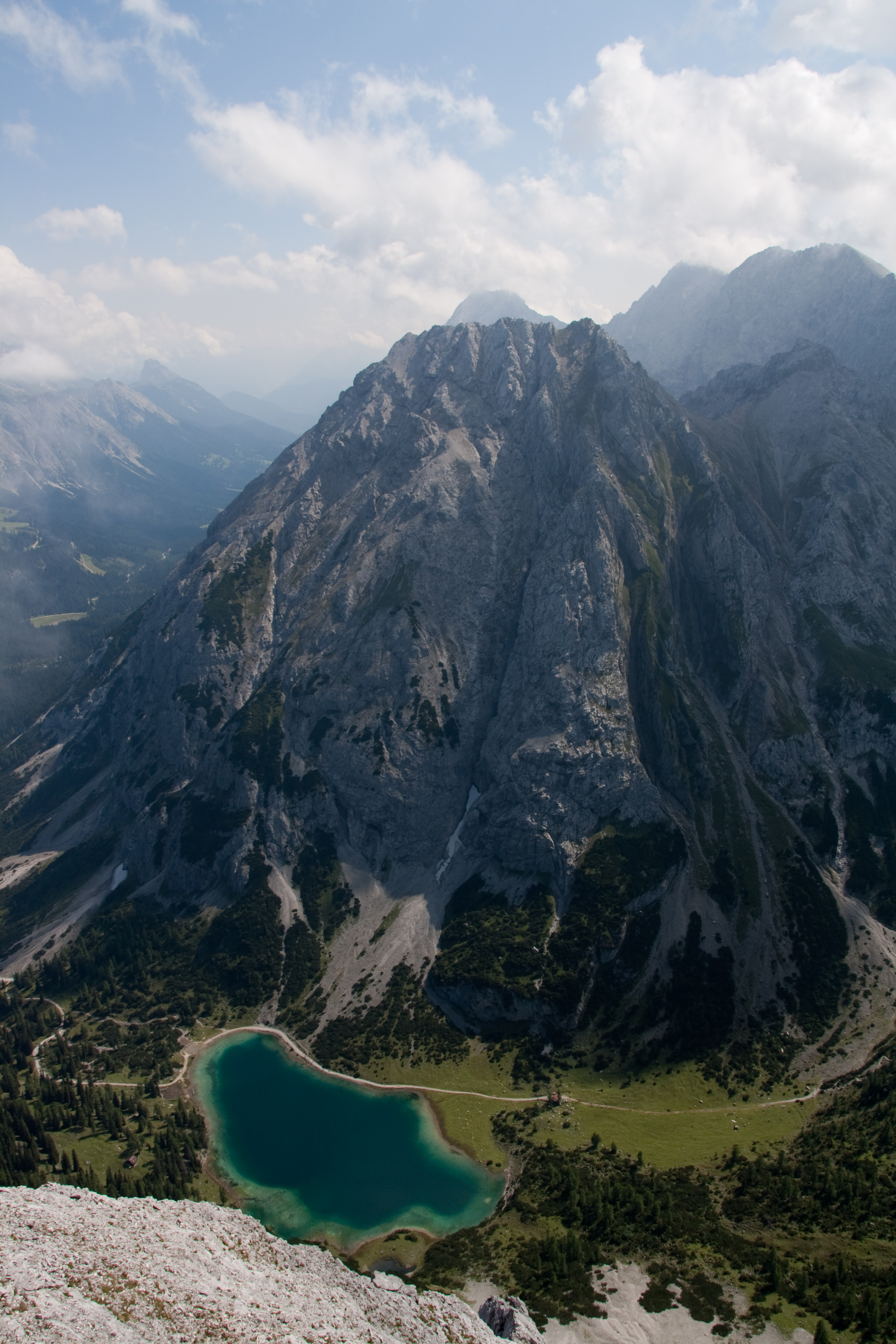
Le lac de Seebensee devant le Vorderer Tajakopf.

## Sources
- (de) Cet article est partiellement ou en totalité issu de l’article de Wikipédia en allemand intitulé « Seebensee » (voir la liste des auteurs).